# Babs og Nutte
Babs og Nutte er en klassisk dansk revysketch.
Nummeret er skrevet at Børge Müller eller Arvid Müller og var en del af forestillingen Spræl sprællemand, spræl som premierede den 29. marts 1958 på ABC Teatret.
I denne oprindelige version spilledes sketchens to hovedroller af Dirch Passer og Judy Gringer, mens Stig Lommer stod for iscenesættelsen.
Der er tale om et forvekslingsnummer med tre medvirkende mennesker og to hunde.
En storbarmet kvinde kommer ind til et forsikringskontor bærende på to små hunde som hun ønsker at forsikre.
En kvindelig receptionist tilkalder en mandlig kontorchef og bærer derefter de to små hunde ud.
Før hun går ud når den storbarmede kvinde at fortælle receptionisten at hundene hedder Babs og Nutte.
Ind kommer herefter kontorchefen, der ikke når at se hundene og som hurtigt misforstår referencen til Babs og Nutte. Han tror at kvinden refererer til sine to bryster.
Denne misforståelse kommer til at drive sketchens mange pointer.
Spræl sprællemand, spræl spillede 71 gange på ABC Teatret og 5 gange i Aarhus.
Under titlen Sommarrevy 58 blev forestillingen overført til Stockholm med premiere den 18. juni 1958.
Sketchen blev genopført ved Stig Lommers 25-års jubilæumsrevy, Mit søde liv, der havde premiere den 14. august 1960.
Der findes en lydoptagelse af Gringer-Passer-versionen.
DR angiver indspilningsåret til at være 1959.
Optagelsen er på lidt over 7 minutters varighed.
De to skuespillere holder sig tæt til manuskriptet, dog afviger Passer enkelte steder med pointer og ordspil.
Blandt andet ved frasen "lykkens pamfilius" hvor Passer i stedet siger "lykkens pamjulefis".
Optagelsen blev blandt andet udgivet på en grammofonplade hvor den anden siden er Dirch Passers store potpourri fra Sommer i Tyrol.
Babs og Nutte er nævnt som et af Passers bedste revynumre.
Sketchen gjorde Judy Gringer berømt i 1958.
Hun var da blot 17 år gammel.
Omend Gringer markerede sig som fremtrædende teater- og filmskuespiller i 1950'erne og 1960'erne er det ofte Babs og Nutte-sketchen der bliver fremdraget.
Gringer kom med i Spræl sprællemand, spræl da Stig Lommer så hende i avisen efter hun havde medvirket i Gabriel Axels film Guld og grønne skove.
Hun havde en baggrund fra Det Kongelige Teaters Balletskole og blev oprindeligt engageret til blot at danse i forestillingen.
Rollen i Babs og Nutte fik hun fordi hun "var den med de største bryster".
Sketchen er siden blevet opført og filmet med Kirsten Norholt og Per Pallesen samt Anne Herdorf og Max Hansen.
Sidstnævnte pars sketch indgik som en del af forestillingen Revyperler på stribe fra 2012.
Gringer og Passer dannede i øvrigt papirløst par mellem 1958 og 1963.
De havde mødt hinanden under arbejdet med ABC-revyen.
De to spillede også sammen i teaterfarcen SOS — Sømænd og Svigermødre.
Dirch Passer havde tidligere dannet arbejdsmæssigt par med Kjeld Petersen under navnet Kellerdirk Bros med stor succes til følge.
Deres forhold var også et venskab med byture.
Da Passer og Gringer flyttede sammen med i 1958, trådte Passers forhold til Petersen i baggrunden.
Efter opførelserne af Spræl sprællemand, spræl i Stockholm gik Petersen og Passer hver til sit, omend de dog samarbejdede i flere film og til Stig Lommers jubilæumsrevy.
Personerne omkring Babs og Nutte er portrætteret i Nørrebro Teaters forestilling Kjeld & Dirch - en kærligheds-historie fra 2011 med Anders Matthesen og Jonatan Spang, hvor Rikke Lylloff tog rollen som Judy Gringer og hvor sketchen blev genoplivet,
samt i spillefilmen Dirch fra samme år, hvor Gringer og Passer spilles af henholdsvis Silja Eriksen Jensen og Nikolaj Lie Kaas.
Filmen blev i 2016 overført til teatret i form af en opsætning af Peter Langdal i Glassalen i Tivoli.
Her blev de to spillet af Andreas Bo og Mathilde Norholt.
Bladtegneren Hans Lollesgaard fangede sketchen i en tusch- og pen-tegning, der viser Passer og Gringer siddende ved at bord.
I danske sammenhænge er det ikke uvant at babs og nutte anvendes appellativiske som reference til de kvindelige bryster.
Udtrykket stammer ikke fra sketchen, men går tilbage til den 22. juli 1932 hvor Politikens At tænke sig benyttede det om to dumme blondiner.
Det er dog sketchen der har gjort at udtrykket har fået almindelig udbredelse.
ABC-revyens tilsyneladende lån fra At tænke sig gør sig også gældende for en anden sketch,  Tømmerflåden, hvor den centrale pointe kan spores til At tænke sig i 1937.
Babs og Nutte har en parallel i Trekanten, en sketch fra Cirkusrevyen 1977, der også er et forvekslingsnummer centreret om den kvindelige anatomi.
I dette nummer beder en mandlig færdselsbetjent om at se en kvindelig bilists trekant. Betjenten hentyder til advarselstrekanten, mens kvinden misforstår det som den pubiske trekant.